# Blanda

Blanda — imię żeńskie pochodzenia łacińskiego, oznaczające "czarująca". Od tego imienia wywodzi się imię Blandyna. Jego patronką jest św. Blanda, wspominana razem ze św. Symplicjuszem i Feliksem.
Blanda imieniny obchodzi 10 maja.